# Igreja Nossa Senhora da Esperança (Ipatinga)
A Igreja Nossa Senhora da Esperança, também conhecida como Igrejinha do Horto, é um templo religioso católico localizado no município brasileiro de Ipatinga, no interior do estado de Minas Gerais. Originalmente seria uma obra provisória, construída com madeiras das matas locais em 12 dias por operários que trabalhavam na locação da Usiminas, para celebrarem o Natal de 1959. No ano seguinte, a comunidade local impulsionou a criação da Paróquia Nossa Senhora da Esperança, primeira paróquia do então distrito de Ipatinga. Sua arquitetura e composição interna constituem um patrimônio cultural municipal, tombado em 1981.

## História
A construção da Igreja Nossa Senhora da Esperança fora pensada originalmente como uma obra provisória, iniciada pelos operários que trabalhavam na locação da Usiminas em 13 de dezembro de 1959, com objetivo de celebrarem o Natal. Utilizando-se madeira das matas nativas que circundavam a região e pouca alvenaria, o templo foi elevado em 12 dias e inaugurado em 25 de dezembro. Sua estrutura original empregava jatobá e angelim-pedra. Foi erguida em meio a um dos primeiros alojamentos da chamada Vila Operária, projetada a pedido da Usiminas para servir de abrigo aos funcionários.
No ano seguinte, em 15 de agosto de 1960, houve a criação da Paróquia Nossa Senhora da Esperança pelo então arcebispo de Mariana Dom Helvécio Gomes de Oliveira, configurando-se como primeira paróquia do então distrito de Ipatinga, pertencente a Coronel Fabriciano. Seu primeiro pároco, padre Avelino Marques, foi o responsável pela celebração das missas e atividades paroquiais durante os primeiros anos do templo e da circunscrição. Em frente à igreja existiu um cinema, que mais tarde cedeu espaço à Praça Engenheiro Carlos Jacinto Prates. O decreto nº 1.443, de 30 de dezembro de 1981, promulgou o tombamento da edificação como patrimônio cultural municipal.
Apesar de reformas menores ao longo do tempo, a deterioração das madeiras e sua corrosão por cupins levaram à interdição do templo em julho de 2015, quando a estrutura foi escorada e as celebrações transferidas para o salão paroquial. A igreja começou a ser desmontada em janeiro de 2016, com incerteza do destino de sua restauração, no entanto doações dos fiéis da paróquia com auxílio de um aporte da prefeitura destinado à preservação do patrimônio cultural municipal garantiram sua continuidade. A estrutura de madeira foi retirada e substituída, incluindo esteio e piso, de modo que foram mantidas as características originais. Sua reinauguração ocorreu em missa celebrada pelo bispo de Itabira-Fabriciano Dom Marco Aurélio Gubiotti no dia 25 de dezembro de 2016, data que também remonta aos 57 anos da primeira missa realizada na edificação.

## Implantação e acervo
Em seu interior, o altar-mor, a mesa da comunhão e a pia batismal foram produzidos em madeira, além da imagem da padroeira Nossa Senhora da Esperança, feita em peroba. Das paredes, apenas a fachada principal e a parede posterior são de alvenaria e foram preservadas pela restauração de 2016. Atrás do altar, está localizado um tronco de uma árvore com as raízes posicionadas para o alto, que teria sido retirado do local onde foi construído o primeiro alto-forno da Usiminas. As raízes voltadas para o teto seriam uma alusão ao fato de Deus conceber a "seiva verdadeira", como uma graça vinda Dele.